# オカモトラベル
『オカモトラベル』は、AT-Xで放送された旅番組。
第1弾『オカモトラベル～富士”初”登山＆ご来光ツアー～』は2018年1月1日に放送された。また、動画配信サービスParaviにて2018年9月14日から独占配信されている。
第2弾前編『オカモトラベル～南米年越し弾丸ツアー前編～』は2018年5月13日に放送された。また、動画配信サービスParaviにて2018年10月13日から独占配信されている。
第2弾後編『オカモトラベル～南米年越し弾丸ツアー後編～』は2018年5月20日に放送された。また、動画配信サービスParaviにて2018年11月3日から独占配信されている。

## 内容
岡本信彦が選んだ名所を舞台に、友人の声優と旅をする番組。

## 放送リスト
| 回 | 放送日        | サブタイトル               | 行き先           | ゲスト                     |
| -- | ------------- | -------------------------- | ---------------- | -------------------------- |
| 1  | 2018年1月1日  | 富士”初”登山＆ご来光ツアー | 富士山           | 梶裕貴                     |
| 2  | 2018年5月13日 | 南米年越し弾丸ツアー前編   | マチュピチュ遺跡 | 江口拓也 小野賢章 木村良平 |
| 3  | 2018年5月20日 | 南米年越し弾丸ツアー後編   | ウユニ塩湖       | 江口拓也 小野賢章 木村良平 |

## スタッフ
| 技術協力               | 千代田ビデオ                                 |
| 構成                   | 第1回：伊藤公志 第2・3回：伊藤公志、井出雄介 |
| ロケコーディネーター   | 第2・3回：押野秀美                           |
| カメラ                 | 岡嶋篤志、穂積徳充                           |
| 音声                   | 岸本博行                                     |
| メイク                 | 第1回：中山芽美 第2・3回：寺田英美           |
| EED                    | 第1回：塩谷友幸 第2・3回：塩谷友幸、林悟史   |
| MA                     | 田村陽介                                     |
| ディレクター           | 前島貴弘、山口幸弘、山村雄一郎               |
| プロデューサー・演出   | 井出雄介                                     |
| 企画・総合プロデュース | 山田昇                                       |
| プロデューサー         | 伊藤裕史                                     |
| スチールカメラ         | 第2・3回：伊藤裕史                           |
| 宣伝プロデューサー     | 逢坂りん                                     |
| 制作協力               | つくばテレビ                                 |
| 製作                   | AT-X、ポニーキャニオン                       |

## DVD
| タイトル                                     | 発売日         | 収録回 | 特典         | きゃにめ限定盤特典       | 規格品番       | 規格品番   |
| タイトル                                     | 発売日         | 収録回 | 特典         | きゃにめ限定盤特典       | きゃにめ限定盤 | 通常盤     |
| -------------------------------------------- | -------------- | ------ | ------------ | ------------------------ | -------------- | ---------- |
| オカモトラベル～富士”初”登山＆ご来光ツアー～ | 2018年3月21日  | 1      | 未公開シーン |                          |                | PCBG.52978 |
| オカモトラベル～南米年越し弾丸ツアー前編～   | 2018年7月25日  | 2      | 未公開シーン | スペシャル・ブックレット | SCBG.00199     | PCBG.52986 |
| オカモトラベル～南米年越し弾丸ツアー後編～   | 2018年11月28日 | 3      | 未公開シーン | スペシャル・ブックレット | SCBG.00200     | PCBG.52987 |